# ドラゴンクルセイド
『ドラゴンクルセイド』（Dragon Crusade）は中国の北京光輝互動網絡科技（SunGround）が開発、日本ではVectorが提供していたMMOブラウザゲームである。

## 概要
ゲームの種類としては、「シミュレーションRPG」に分類され、ロールプレイングゲームの要素以外に、戦争シミュレーションゲームや、都市育成ゲーム、経済ゲームなど、様々なゲーム要素で構成されている。
プレイヤーは自分の城を開発することで国力を上げ、ギルドに加盟して他のギルドと同盟・抗争したり、英雄を育成するなどしてゲームを進めていく。最終的な目標は、特に決められていない。
続編のドラゴンクルセイド2が稼働中である。一方で、同じくブラウザゲーム版のドラゴンクルセイド2Fも稼働していたがこちらは先にサービスを終了している。

## ストーリー
七龍紀28年、アサン大陸に悪魔が侵略したことで戦争が起き、更に種族間での不信感が極限に達したことで、悪魔はこの隙にヒューマン、エルフ、ドワーフ、ダークエルフの全ての城を次々と陥落させていった。その中で、辛うじて生き残った、7番目の龍の現身・大魔術師・サエラムは、あらゆる種族から仲間を集めて、悪魔の侵略からの防御に成功した。
それから39年後、失った首都を取り戻すべく各種族の英雄と騎士団が天空の城に集まり始めた。悪魔をアサン大陸から追放する為、連合を組み戦闘に出征出るのである。 

## システム
ブラウザゲームであり、特に高性能なグラフィック環境を要求しないため、インターネットに接続できるPCなら低スペックのPCでも遊ぶことができる。Windows機以外にも、Macintoshやネットブック、また正式にはサポートされていないが、iPhoneのような携帯電話でも操作が可能であった。
「1日5分からでも楽しめる!」のキャッチフレーズが示すように、ユーザーがログインしていなくてもゲーム時間が経過する（資源が貯まったり攻められたりする）、リアルタイム制を採用。2010年1月の時点で、7つの一般サーバーと、1つの高速サーバーが稼動していた。
プレイヤーはヒューマン、エルフ、アンデットの3つのうちからいずれかの種族を選択し、スタート位置(東北、西北、西南、東南、または、ランダム)を選択すると、マップ上に自分の城が配置される。マップは正方形のマス目で区切られており、マップの最大は1000×1000。マップ上にはプレイヤーの城以外に、資源地や狩場、悪魔城といった地形や建物が設置されている。スタートしたばかりのプレイヤーには保護期間が設けられており、その期間中は自分の城を攻められることはない。一定の条件を満たせば、複数の城を所有することもできた。
プレイヤーは、まず、城の資源地や各種施設を建築する。酒場を建てたら、英雄を雇用できるようになる。英雄は狩りによって資源や資金を獲得したり、軍隊ユニットを搭載して他の城と戦争することができる。英雄にはレベルが設定されており、経験値を得ることでレベルアップしていく。レベルアップすれば能力値が上昇する上に、搭載できる軍隊の数が増えるため、狩りや戦争で有利になっていく。また条件によって複数の英雄を雇用することもできた。
ギルド集会所を建てるとギルドに加入することができるようになる。ギルドに加入すると、ギルド員同士の情報交換や、ギルドアイテムの開発など、ソロプレイより有利にゲームを進めることができた。また、ギルド同士での同盟、不可侵といった協定を結んだり、戦争中のギルドを表示することができるので、外交ゲームという側面も持っていた。
市場を建てると他のプレイヤーとの間で、資源やアイテムを売買できるようになる。プレイヤーは市場で売買しつつ利益を上げて軍備を整える。経済的なセンスも必要なゲームであった。

## 新システム
2010年3月4日に公開されたVer1.8のサーバーから新システムが公開されている。
1、大幅なバランス調整
- 前サーバーに比べ英雄のレベルの調整
- 英雄の兵士統率量の調整
- 英雄訓練所の仕様を変更
- 副城建設に必要な繁栄度の仕様を変更
- 副城の資源地の仕様を変更
- 風車／水車の仕様を変更

2、新規の装備アイテムの追加

## ゲームシステム上の特徴
- ドラゴンクルセイドでは、戦争によって城が攻められても、防御施設以外の生産施設は破壊されない（防御施設も特別な兵士を使わない限り破壊できない）。また、主城は絶対に奪取されることはない。そのため、他のプレイヤーをゲーム上から消滅させてしまう、いわゆるクリアが不可能なゲームである。プレイヤーがゲームをやめるときは、自分の意思でゲーム続行を断念したときのみである。

- 戦争シミュレーションゲームとして見た場合、戦争の強さは、搭載できる軍隊ユニットの数で決まる。英雄がレベルアップすれば搭載できる軍隊ユニットが増えるが、高レベルになればなるほど、搭載数の増分も増える。低レベルの英雄が高レベルの英雄の軍隊に勝つことは極めて難しい。そのため、先行して英雄を育てたプレイヤーが絶対的に有利になる側面がある。出遅れたプレイヤーが新規サーバーに鞍替えすることが多いのは、このためである。ただし、高速サーバーではレベルキャップにより英雄レベルの上限が制限されているため、一般サーバーとは別の展開になる。

- 戦術レベルで見ると、防御側が有利なゲームである。攻撃側が動員できるのが同時に最大5人なのに対し、防御側は最大25人の英雄を配置することができる。こうなると、いかにランカークラスのプレイヤーとはいえ、攻めきることは難しい。

- ドラゴンクルセイドでは、戦争ゲーム以外の遊び方も数多く存在する。中でも特殊なのが、闘技場メインプレイである。闘技場は、英雄単体での強さを競う場であり、戦争ゲームとはまったく別のノウハウが必要になる。戦争関連以外のランカーで、闘技場ランカーというのは、一目置かれる存在であるかもしれない。

- まったくの無課金でもプレイ可能だが、ダイヤを購入することによって様々な利点が得られるため、課金されるプレイヤーも多い。特に宝箱を開ける鍵は、運良く拾ってくることもあるが、実際問題としてダイヤを使ってショップで購入する(または市場で買う、もちろん高額)しか、入手する方法がない。

- 高速サーバーだけは通常サーバーの一部の機能が戦闘中心の仕様に変更されており、公式では上級者向けとうたわれているため、ユーザー数が少ない。しかし実際には、より短時間にやれる事が多いという事で、初心者でもシステムにとっつきやすい物にもなっている。通常サーバーでは、上位になるにはそれなりの長時間プレイ、または課金を前提としたプレイとなってしまう為、新規サーバーの開始に伴い始めた方が楽しみやすいが高速サーバーではレベルキャップの導入により、先に始めた上位陣との差を縮めやすいように変更されている為ある程度慣れたプレイヤーであるならば、後発でも比較的容易に上位陣に追いつけるという点で上級者向けと言える。

- 高速サーバーでは、戦闘行為を好まないプレイヤー向けのシステム、訓練所等も削られている為、継続的な戦争や戦闘行為に主軸が置かれたサーバーである事は先に理解しておく必要がある。

## サービス稼動履歴
- 2009年4月14日 14:00 オープンベータテスト開始
- 2009年4月14日 第1サーバー Cyskar稼動
- 2009年4月23日 15:00 正式サービス開始
- 2009年5月1日 第2サーバー Rarus稼動
- 2009年5月18日 第3サーバー Ulysses稼動
- 2009年6月18日 第4サーバー Saerum稼動
- 2009年8月6日 第5サーバー Arenna稼動
- 2009年9月29日 第6サーバー Danas稼動
- 2009年10月9日 E1 高速サーバー Cooper稼動
- 2009年12月17日 第7サーバー Elrariek稼動
- 2010年3月4日　Ver1.8サーバーG1. Divan稼動
- 2010年3月25日　Ver1.8サーバーG2. Randio稼動

## 受賞
- WebMoney Award 2009 ベストゲームズ賞、ベストシミュレーション賞[2]